# Удайцы
Удайцы́ (укр. Удайці) — село в Прилукском районе Черниговской области Украины. Население — 709 человек. Занимает площадь 3,37 км².
Код КОАТУУ: 7424189401. Почтовый индекс: 17585. Телефонный код: +380 4637.

## География
Расстояние до районного центра: Прилуки : (15 км.), до областного центра: Чернигов ( 141 км. ), до столицы: Киев ( 140 км. ). Ближайшие населенные пункты: Кулишовка 3 км, Макеевка, Мохновка, Новая Гребля и Полонки 4 км.

## Власть
Орган местного самоуправления — Удайцовский сельский совет. Почтовый адрес: 17585, Черниговская обл., Прилукский р-н, с. Удайцы, ул. Кооперативная, 36.

## История
Указом ПВС УССР от 10.06.1946 г. село Мамаевка переименовано в Удайцы.